# 小鶴誠
小鶴誠（1922年12月17日 - 2003年6月2日）為日本的棒球選手，出生於福岡県飯塚市。他曾效力於日本職棒廣島鯉魚等隊伍，於1958年退休，生涯通算230支全壘打。